# Dennis Johnson (Mathematiker)
Dennis Lee Johnson (* 19. November 1938 in Los Angeles; † 20. Dezember 2018 in Morgan Hill, Kalifornien) war ein US-amerikanischer Mathematiker, der sich mit algebraischer Topologie und geometrischer Topologie befasste. Außerdem war er Komponist und ein Pionier der Minimal Music.

## Werdegang
Johnson studierte 1959 an der University of California, Los Angeles (UCLA), Musik. La Monte Young und Terry Jennings waren damals Kommilitonen. Er wurde 1968 an der University of California, Los Angeles (UCLA), bei Nathaniel Grossmann promoviert (The homology of locally finite CW complexes). Als Post-Doktorand war er bis 1970 am Institute for Advanced Study. Danach arbeitete er am Caltech in der Weltraumforschung (Marsroboter u. a.).
Anfang der 1980er Jahre veröffentlichte er eine grundlegende Arbeit zur Struktur von Torelligruppen, speziellen Untergruppen von Abbildungsklassengruppen von Flächen. In den 1980er Jahren war er wieder an der UCLA. Später lebte er in Kensington (Kalifornien).
Er veröffentlichte unter anderem mit Joan Birman.
Johnson befasste sich auch mit Knotengruppen und Hyperbolischen Mannigfaltigkeiten.
Er war auch Pianist und Komponist. Seine Solo-Komposition November von 1959 war eines der frühesten Stücke der Minimal Music und Inspiration für das Stück The Well Tuned Piano (1964) von La Monte Young. Der Musikwissenschaftler Kyle Gann bemühte sich um eine Rekonstruktion der mehrere Stunden langen Komposition, von der nur eine nach rund 100 Minuten abrupt endende Bandaufnahme mit Johnson selbst am Klavier erhalten ist. Die Kassette war von schlechter Qualität und mit Hintergrundgeräuschen verzerrt. Gann gelang die Transkription 1992 mit Hilfe einer Teil-Partitur, die Johnson in den 1980er Jahren anfertigte. Nach Johnson entstand die Komposition als Frucht einer Übungsstunde an Jennings Flügel und wurde in den Übungsräumen der UCLA weiterentwickelt (Interview mit Clive Bell). Eine Aufnahme mit dem Pianisten R. Andrew Lee erschien 2013 bei Penultimate Press. Sie erforderte zusätzlich zur Partitur von Gann Improvisationen. Ein weiteres Stück von Johnson ist The Second Machine. 1966 gab er die Komposition auf und wandte sich der Mathematik zu. Er spielte aber weiter in den 1980er und 1990er Jahren Klavier, vor allem improvisierend.
Er war passionierter Felskletterer und Kajakfahrer.

## Schriften
- A survey of the Torelli Group, in Low dimensional Topology (San Francisco 1981), Contemporary Mathematics, Band 20, 1983, American Mathematical Society, S. 165–179
- An abelian quotient of the mapping class group Tg, Mathematische Annalen, Band 249, 1980, S. 225–242
- Conjugacy relations in subgroups of the mapping class group and a group theoretic description of the Rokhlin Invariant, Mathematische Annalen, Band 249, 1980, S. 243–263
- mit John James Millson: Deformation spaces associated to compact hyperbolic manifolds, Bulletin AMS, Band 14, 1986, S. 99–102